# الفضالات (فضالات)
الفضالات هي إحدى مشيخات المملكة المغربية، تتبع جغرافيا لإقليم بنسليمان وإداريًا لفضالات. يقدر عدد سكانها بـ 2288 نسمة حسب الإحصاء الرسمي للسكان والسكنى لسنة 2004.